# 汐止忠孝商圈
汐止忠孝商圈主要範圍為汐止車站前一帶。
車站週邊的忠孝東路，以複合式商店街為多，其傍晚過後則形成規模不大的觀光夜市，大多以賣小吃為主。汐止老街於中正路上，以早市為主，清晨六點陸續有攤商齊聚，以內需型消費為主。

## 周邊觀光資源
1. 三條古道：白雲古道、茄苳古道、菁桐古道
2. 寺廟、宮為多：三聖宮、天秀宮、北峰寺、白雲寺等

## 相關網站
- 新北市形象商圈-汐止商圈[永久]